# Bibliothek der Erinnerung
Die Bibliothek der Erinnerung ist eine monografische Reihe, die vom Zentrum für Antisemitismusforschung der Technischen Universität Berlin herausgegeben wird. In der Reihe berichten Opfer des Nationalsozialismus über ihr Schicksal. Verschiedene Fachwissenschaftler haben am Erscheinen der Reihe mitgewirkt. Sie erscheint seit 1997 im Metropol Verlag in Berlin. Die Reihe umfasst inzwischen bereits über zwei Dutzend Bände.
In der Reihe erschien unter anderem das Buch Ein Mädchen allein auf der Flucht: Ungarn – Slowakei – Polen (1944-1945) von Eva Szepesi, die auch bei der Gedenkstunde zum Tag des Gedenkens an die Opfer des Nationalsozialismus am 31. Januar 2024 im Deutschen Bundestag über ihr Schicksal berichtete.
Die folgende Übersicht erhebt keinen Anspruch auf Aktualität oder Vollständigkeit:

## Bände
- 25 Auf der Flucht über den Balkan:  Die Kindheitserlebnisse eines Sinto-Jungen während der NS-Zeit. Mirano Cavaljeti-Richter. 2022
- 24 Sonjas Tagebuch: Flucht und Alija in den Aufzeichnungen von Sonja Borus aus Berlin; 1941–1946. Sonja Borus. 2014
- 23 Verweigerte Rückkehr: Erfahrungen nach dem Judenmord. Hans Frankenthal. 2012
- 22 Ein Mädchen allein auf der Flucht: Ungarn – Slowakei – Polen (1944–1945). Eva Szepesi. 2011
- 21 Nach der Katastrophe: Reflexionen über Antisemitismus und den Holocaust 1970–2007. Lucien Steinberg. 2011
- 20 Als ich in Auschwitz war: Bericht eines Überlebenden. Paul Schaffer. 2010
- 19 Als Kind in NS-Konzentrationslagern: Aufzeichnungen. Heinrich Demerer. 2009
- 17 Der Dachdecker von Auschwitz-Birkenau. Mordechai Ciechanower. 2007
- 18 „Wir wollen den Fluch in Segen verwandeln“: drei Generationen der jüdischen Familie Neumeyer; eine autobiografische Trilogie. Alfred Neumeyer; Alexander Karl Neumeyer; Imanuel Noy-Meir. 2007
- 15 Unter Hakenkreuz und Sowjetstern: Erlebnisse eines Verfolgten in zwei Diktaturen. Jan Osers. 2005
- 14 Vom Bauhaus nach Jerusalem: Stationen eines jüdischen Lebens im 20. Jahrhundert. Ruth Cidor-Citroën. 2004
- 13 Zweimal verfolgt: eine Dresdner Jüdin erzählt. Johanna Krause.  2004
- 12 Überleben unter der Erde: Erinnerungen einer polnischen Jüdin. Guta Trokenheim. 2003
- 11 Die Erfindung meines Vaters. Benjamin S. Orlove. 2003
- 10 „… und ihr Geist lebt trotzdem weiter!“ Widerstand im Zeichen der Weißen Rose. Marie-Luise Schultze-Jahn unter Mitarb. von Anne-Barb Hertkornö. 2003
- 9 Und wieder blüht der Mandelbaum: die Geschichte einer Liebe in Berlin 1939–1945. Edith Grötzinger. 2002
- 8 Mein Weg durch die Nacht. Jakob Littner. 2002
- 7 Mond über der Uhlandstraße. Rachel Ron. 2000
- 6 Als das Ghetto brannte: eine Jugend in Warschau. Alina Margolis-Edelman. 2000
- 5 Totenkopf und Zebrakleid:  ein Berliner Jude in Auschwitz. Erwin R. Tichauer. 2000
- 4 Jugend in Palästina: Briefe an die Eltern 1935–1938. Ernst Loewy. 1997
- 3 Die Erfahrung des Exils: exemplarische Reflexionen. Wolfgang Benz (Herausgeber).  1997
- 2 Über den grünen Hügel: Erinnerungen an Deutschland. Lotte Strauss. 1997
- 1 Theresienstadt. Aufzeichnungen von Federica Spitzer und Ruth Weisz, mit einem Beitr. von Wolfgang Benz. 1997